# Brusly (Louisiane)
Brusly est une ville de la paroisse de Baton Rouge Ouest, dans l'État de Louisiane, aux États-Unis,. En 2020, elle compte une population de 2 578 habitants.

## Démographie
Lors du recensement de 2010, la ville comptait une population de 2 589 habitants, tandis qu'en 2020, elle s'élève à 2 578 habitants.